# Cyaniris uralensis
Cyaniris uralensis är en fjärilsart som beskrevs av Tutt 1909. Cyaniris uralensis ingår i släktet Cyaniris och familjen juvelvingar. Inga underarter finns listade i Catalogue of Life.